# 唱你媽的歌！
《唱你媽的歌！》（希伯來語：‎）是一部2013年的以色列愛情喜劇歌舞片，由伊藤·福克斯導演，故事主要講述一羣參加國際音樂大賽的業餘音樂愛好者。電影已在多個國家發行，包括英國、法國、臺灣、巴西等，並於將近三十個世界各地舉辦的影展上放映，獲得較好評價，包括來自美國雜誌《浮華世界》和英國《衛報》的評論。

## 主要角色
全部以本名出演：
- 歐佛·薛休特
- 安娜·渥斯曼（希伯來語：ענת וקסמן）
- 黛娜·伊雯（英语：Dana Ivgy）
- 雅艾兒·貝·左哈（英语：Yael Bar Zohar）
- 爾芙瑞·朶兒（希伯來語：אפרת דור）
- 凱倫·伯格（希伯來語：קרן ברגר）
- 愛德華·貝爾（英语：Édouard Baer）

## 外部連結
- 互联网电影数据库（IMDb）上《唱你媽的歌！》的资料（英文）
- AllMovie上《唱你媽的歌！》的资料（英文）
- Box Office Mojo上《唱你媽的歌！》的資料（英文）
- 爛番茄上《唱你媽的歌！》的資料（英文）
- Yahoo!奇摩電影上《唱你媽的歌！》的頁面 （繁體中文）
- 開眼電影網上《唱你媽的歌！（页面存档备份，存于）》的資料 （繁體中文）